# Los médicos de Nietzsche
Los médicos de Nietzsche es una película argentina de 2023 dirigida por Jorge Leandro Colás.
La película fue seleccionada para competir en la sección oficial a la mejor película de la Competencia Argentina en la 24° edición del Buenos Aires Festival Internacional de Cine Independiente.

## Sinopsis
En un hospital de Buenos Aires, el doctor Esteban Rubinstein aborda la medicina general desde un punto de vista extramoral. Basándose en la obra filosófica de Friedrich Nietzsche, en su consultorio construye con sus pacientes un espacio de reflexión sobre el cuerpo, la salud y la enfermedad.

## Premios y nominaciones
| Premio/Festival de Cine                                   | Fecha del evento                 | Categoría                            | Nominado                 | Resultado | Ref.  |
| --------------------------------------------------------- | -------------------------------- | ------------------------------------ | ------------------------ | --------- | ----- |
| Buenos Aires Festival Internacional de Cine Independiente | 19 de abril al 1 de mayo de 2023 | Competencia argentina Mejor película | Los médicos de Nietzsche | Pendiente | [ 2 ] |